# Akademien für Gestaltung
Akademien für Gestaltung bieten Weiterbildungsangebote für Handwerker zum Gestalter im Handwerk an. Zum Lehrplan gehören: Zeichnen und Darstellungstechniken, Grundlagen der Gestaltung, Farbgestaltung, Entwurf, Gestaltung, Projektentwicklung, Materialkunde, Werktechnik und Modellbau, Typografie und Layout, Fotografie und Dokumentation, Kunst- und Designgeschichte, Präsentation, Designmanagement. Die Prüfung findet in Form einer Projektarbeit statt.

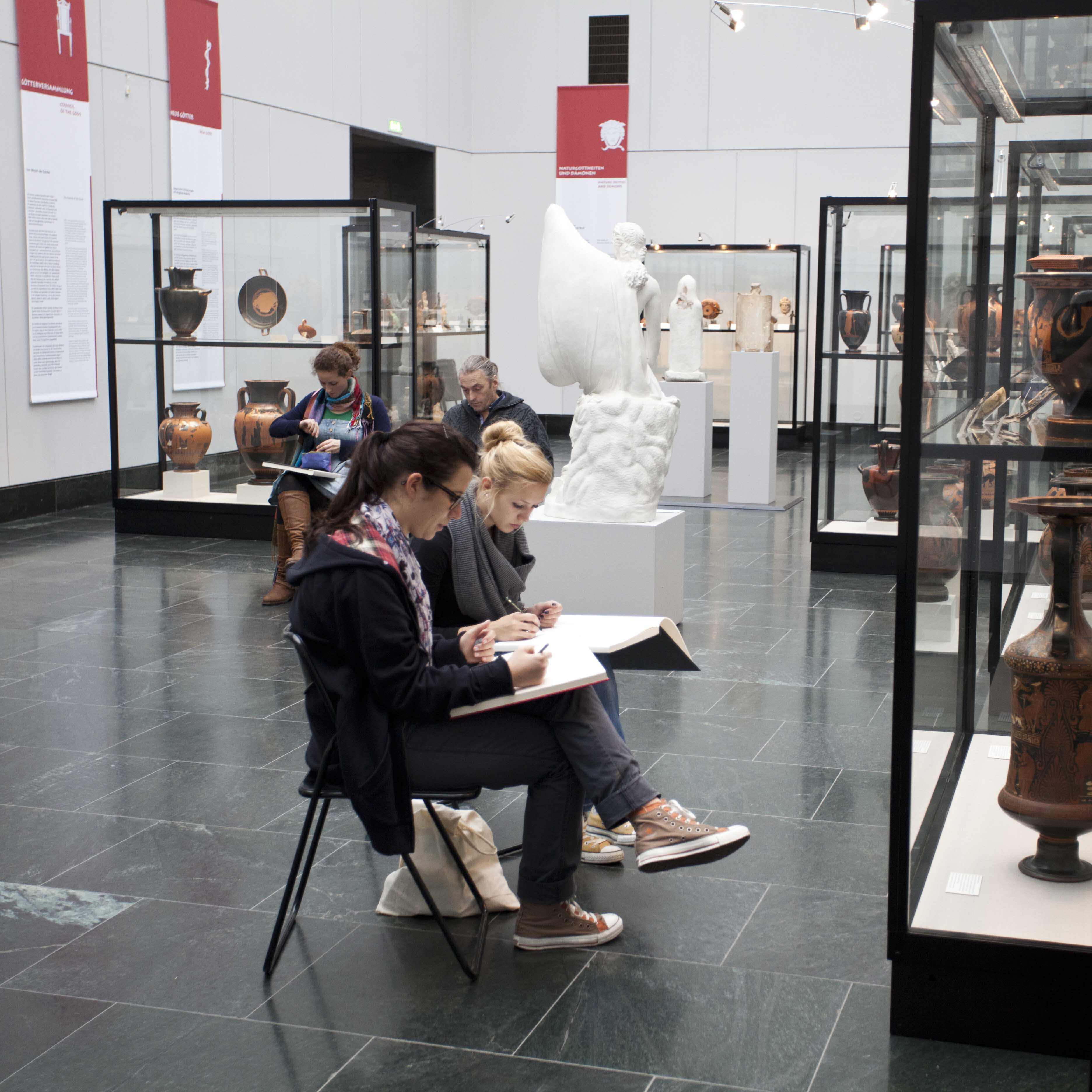
Studierende in einem Zeichenkurs zu Gestaltung im Handwerk

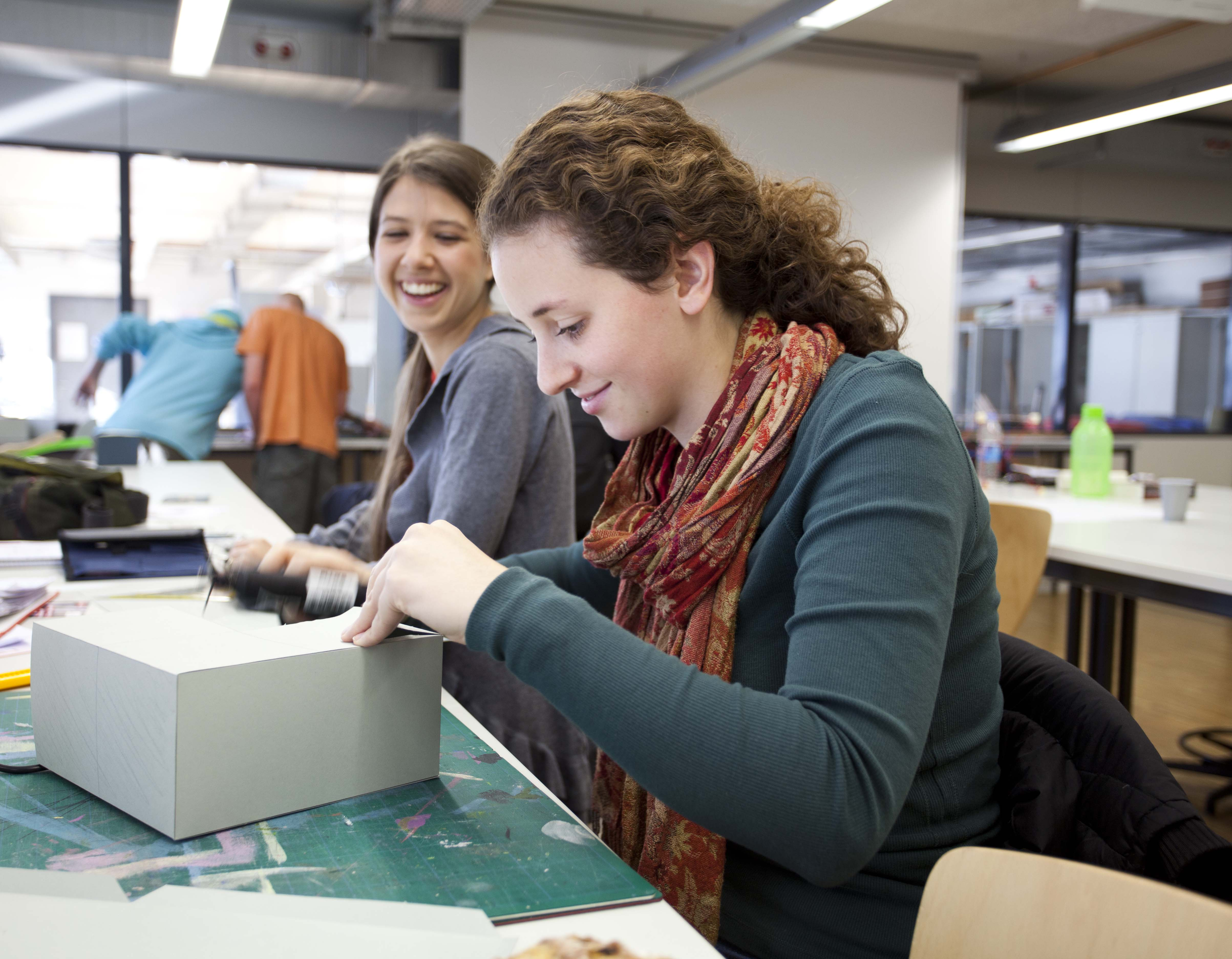
Studierende in einem Kurs zu Grundlagen der Gestaltung

## Zulassungsvoraussetzungen
Voraussetzung ist die Meisterprüfung im Handwerk oder eine einschlägige Gesellen- oder Abschlussprüfung teilweise mit 2-jähriger Berufspraxis. Die Weiterbildung kann man an einer der Gestaltungsakademien oder den Bildungseinrichtungen der Handwerkskammer absolvieren. Sie wird als handwerkliches Designstudium durchgeführt. Bei entsprechenden Voraussetzungen kann Meister-BAföG beantragt werden. Die Prüfung nimmt der Prüfungsausschuss der zuständigen Handwerkskammer ab. Der Abschluss berechtigt dazu, den Titel Gestalter/in im Handwerk zu führen.

## Historie
Im Zuge der Bildungsreform der 1960er und 1970er Jahre wurden die Werkkunstschulen der Nachkriegszeit – die damaligen Träger des Bildungsangebots in Produktgestaltung in Westdeutschland – als gestalterische Studiengänge mit industrieller Ausrichtung in die neugeschaffenen Fachhochschulen überführt. Hatten die Werkkunstschulen noch den gestalterischen Aus- und Weiterbildungsbedarf des Handwerks befriedigt, wurde Handwerkern ohne Abitur oder Fachhochschulreife der Zugang zu gestalterischer und künstlerischer Bildung durch diese Reform verschlossen. Dieser Mangel an pädagogisch-didaktischer Hinführung zur Gestaltung im Handwerk sowie fehlende professionelle Produktentwicklung wurde in den 1980er Jahren erkannt. Um Handwerker wieder wettbewerbsfähig zu machen, wurde eine Reihe von Bildungsmaßnahmen seitens der Handwerkskammern und des Zentralverbandes des Deutschen Handwerks ZDH ins Leben gerufen. In der Weiterbildungslandschaft der beruflichen Bildung wurde Gestaltung als erlernbarer Erfolgsfaktor neben Technologie und Unternehmungsführung verankert. Unter Mitarbeit von Gottfried Böckelmann, FH Hildesheim, entwickelt der ZDH ein gewerkübergreifendes Unterrichtskonzept, das sich an Handwerker – Gesellen und Meister – richtet. Zeichnen, Farbgestaltung, Ornamentik, Fotografie, Typografie, Materialkunde, Modellbau sowie Entwurf und Gestaltung sind Eckpfeiler des Unterrichtskonzepts, das grundlegend und anwendungsbezogen vermittelt wird. Handwerker erlernen hier, wie sie ihre Gestaltungsideen und Produktentwürfe zu marktfähigen Konzepten weiterentwickeln.
In München und Münster wurde dieses Konzept 1986 aufgegriffen und in den jeweiligen Handwerkskammern Akademien für Gestaltung gegründet. Dem Aachener Modellprojekt Akademie für gestaltende Handwerke (1985–1990) lag ein von Hildegard Reitz (Rektorin der FH Aachen 1984–1987) konzipiertes Studienmodell als dreijähriger Studiengang mit sechs Semestern zu Grunde.
Heute, 25 Jahre danach, bieten bundesweit 13 Handwerkskammern an entsprechenden Akademien die Weiterbildung zum Gestalter im Handwerk, Handwerksdesigner oder Designer (HWK) (ehemals: Projektgestalter) an. Handwerker schließen die Ausbildung mit einer frei gewählten Projektarbeit ab. Nach Abnahme der Prüfung durch eine öffentlich bestellte Prüfungskommission erhalten sie einen dieser oben genannten Titel. Die gewerkübergreifende Vernetzung in Teamprojekten während des Unterrichts führt zu transdisziplinären Lösungsansätzen, die teilweise über die Akademiephase hinaus in Zusammenarbeit und Kooperation münden. Manche Unternehmen positionieren sich im kunsthandwerklichen Umfeld oder sehen sich in ihrer Produktgestaltung eher dem Design bzw. dem Handwerksdesign verbunden.

## Zeitmodelle
Die Akademien bieten verschiedene Zeit- und Fördermodelle. Im Vollzeitkurs steigen die Handwerker temporär aus dem Berufsleben aus und können in ein bis drei Jahren bzw. 1200–3600 Unterrichtsstunden Gestaltung, Entwurf und praktisches Arbeiten in der Werkstatt in Anspruch nehmen. Der berufsbegleitende Kurs findet zu unterschiedlichen Zeiten statt. Unterstützung erfahren die Handwerker durch Förderung über Meister-BAföG (Vollzeitkurs), Bildungsgutscheine der Agentur für Arbeit (AZAV für Arbeitssuchende und Umschüler) oder durch Mittel aus dem Europäischen Sozialfonds ESF für berufstätige Handwerker, die die Weiterbildung berufsbegleitend durchlaufen. Entsprechend ihrer Entwicklungsgeschichte bietet die Aachener Akademie für Handwerksdesign heute ein dreijähriges Vollzeitstudium zum Handwerksdesigner bzw. Meisterdesigner an, das auch die Bereiche Unternehmensführung und Marketing einschließt und umfassend auf die Tätigkeit als Handwerksdesigner vorbereitet.

## Arbeitsgemeinschaft aller Akademien
Um Entwicklungen bundesweit zu harmonisieren und Aktivitäten zu koordinieren, bildete sich 2008 eine Arbeitsgemeinschaft, die sich unter Mitwirkung der Gewerbeförderung des ZDH zum fachlichen Austausch trifft.